# Powiat głogowski
Powiat głogowski – powiat w Polsce, położony w północnej części województwa dolnośląskiego. Jego siedzibą jest miasto Głogów.
Powiat wchodzi w skład Legnicko-Głogowskiego Okręgu Miedziowego. Jego terytorium leży nad rzeką Odrą, na pograniczu Pradoliny Barucko-Głogowskiej i Wzgórz Dalkowskich.
Obszar powiatu jest usytuowany na skrzyżowaniu linii kolejowych 273 (Wrocław Główny–Szczecin Główny) i 14 (Tuplice–Łódź Kaliska) oraz drogi ekspresowej S3 (Szczecin–Zielona Góra–Legnica) i drogi krajowej nr 12 (Łęknica–Głogów–Leszno–Kalisz–Piotrków Trybunalski).

## Podział administracyjny
Powiat głogowski powstał 1 stycznia 1999 roku wskutek reformy administracyjnej, której jednym z aspektów było wprowadzenie powiatów jako drugiego szczebla administracji, pomiędzy województwami i gminami.
Został stworzony z części znoszonego województwa legnickiego. Terytorium powiatu zostało określone w kształcie zmniejszonym w stosunku do tego, jaki posiadał on przed swoją likwidacją w 1975 roku. Wchodzące wówczas w jego skład gminy Gaworzyce, Grębocice i Radwanice weszły w 1999 roku w skład powiatu polkowickiego. Dodatkowo, od 1999 roku w skład powiatu wszedł obszar przysiółka Dębinki, który w 1987 roku został przyłączony do gminy Pęcław (w 1975 roku należał do powiatu lubińskiego). Sam powiat przestał być zarządzany z Zielonej Góry, a zamiast tego dołączył do województwa kierowanego z Wrocławia.
Z powiatem głogowskim graniczą jednostki:
- powiat wschowski w województwie lubuskim od północy,
- powiat górowski od wschodu,
- powiaty lubiński i polkowicki od południa,
- powiaty nowosolski i żagański w województwie lubuskim od zachodu.

W skład powiatu wchodzi 6 gmin: 1 miejska oraz 5 wiejskich. Na jego terenie położone jest jedno miasto – Głogów.
| Gmina   | Gmina   | Gmina | Gmina      | Pow. (2025) | Ludność (2024) | Siedziba   |
| TERYT   | Typ     | Nazwa | Nazwa      | Pow. (2025) | Ludność (2024) | Siedziba   |
| ------- | ------- | ----- | ---------- | ----------- | -------------- | ---------- |
| 0203011 | miejska |       | Głogów     | 35,12       | 61 206         | —          |
| 0203022 | wiejska |       | Głogów     | 84,73       | 7260           | Głogów     |
| 0203032 | wiejska |       | Jerzmanowa | 63,31       | 5983           | Jerzmanowa |
| 0203042 | wiejska |       | Kotla      | 127,51      | 4414           | Kotla      |
| 0203052 | wiejska |       | Pęcław     | 64,29       | 2126           | Pęcław     |
| 0203062 | wiejska |       | Żukowice   | 68,25       | 3398           | Żukowice   |

Granice powiatu głogowskiego uległy zmianie jednokrotnie. 1 stycznia 2002 roku z gminy Żukowice wyłączono niezamieszkałą część obrębu ewidencyjnego Dankowice o powierzchni 30,74 ha, włączając ją jednocześnie do gminy Radwanice w powiecie polkowickim.
Oprócz tej zmiany, od powstania powiatu doszło do jednej próby dokonania kolejnej zmiany: w 2000 roku mieszkańcy gminy Grębocice w powiecie polkowickim wyrazili władzom wolę przyłączenia do powiatu głogowskiego, za czym jednak nie poszły żadne formalne wnioski władz lokalnych.

## Pokrycie terenu
Powiat głogowski według danych z 2025 roku zajmował powierzchnię 443,21 km², co stanowiło 2,2% powierzchni województwa dolnośląskiego. Pod względem powierzchni zajął 23. lokatę spośród 26 powiatów w województwie oraz 294. miejsce wśród 314 powiatów Polski. Największą część powierzchni powiatu zajmowały grunty rolne (64,1%) oraz leśne (23,1%). Zabudowanych i zurbanizowanych było 8,6% terenów, zaś pod wodami znajdowało się ich 2,2%.
|  |

## Demografia
Według stanu z dnia 31 grudnia 2024 roku w powiecie głogowskim zamieszkiwało 84 387 mieszkańców: 43 564 kobiety (51,6% ludności) i 40 823 mężczyzn (48,4%), czyli 2,9% ludności województwa dolnośląskiego. Gęstość zaludnienia w powiecie wyniosła 190 osób na km². Pod względem ludności powiat głogowski zajął w 2024 roku 9. miejsce spośród 26 powiatów w województwie oraz 104. lokatę wśród 314 powiatów Polski.
Wskaźnik urbanizacji wyniósł 72,5% (czwarta najwyższa wartość w Polsce); w miastach w tym dniu mieszkało 61 206 osób, zaś na wsi 23 181 osób.
|  |

|  |  |

## Historia
Zawartość tej strony może naruszać prawa autorskie.
Tekst źródłowy prawdopodobnie pochodzi z:
Strona internetowa Starostwa Głogowskiego: 1, 2, 3, 4, 5
1. Nie usuwaj tego szablonu. Zostanie on usunięty, jeżeli prawa autorskie tego artykułu zostaną wyjaśnione.
2. Jeżeli potrafisz, napisz artykuł tak, aby nie naruszał praw autorskich.
3. Jeżeli masz prawa autorskie do tej treści lub masz zgodę na publikację zgodną z naszą licencją, prosimy, napisz o tym na stronie dyskusji tego artykułu i na stronie Wikipedia:Lista NPA oraz zastosuj procedurę zamieszczania haseł wcześniej opublikowanych.
4. Artykuł zostanie usunięty, jeżeli status praw autorskich do zawartych w nim treści nie zostanie wyjaśniony.

Powielanie materiałów chronionych prawami autorskimi – bez zezwolenia właściciela tych praw – jest pogwałceniem obowiązującego prawa, jest też sprzeczne z ustaleniami Wikipedii. Osobom, które regularnie wstawiają takie materiały, może zostać odebrane uprawnienie edytowania Wikipedii.
Teren dzisiejszego powiatu głogowskiego był od pradziejów jednym z głównych skupisk osadniczych na Śląsku. Zawdzięcza to występowaniu żyznych gleb w pasie nadodrzańskim i na przedpolu Wzgórz Dalkowskich. Odra, jako życiodajna arteria, oraz znajdujący się na niej bród, przez który kierował się ważny szlak handlowy, stały się we wczesnym średniowieczu czynnikami o kapitalnym znaczeniu dla rozwoju dużego ośrodka osadniczego, jakim stał się Głogów. Wymieniony już w r. 1010, jako jeden z kluczowych grodów w monarchii piastowskiej, a od r. 1253 miasto na prawie magdeburskim, Głogów odegrał z kolei determinującą rolę w kształtowaniu się, rozwoju i charakterze osadnictwa wiejskiego w okolicy. Od schyłku XIII w. Głogów był ośrodkiem tzw. weichbildu, czyli okręgu prawa miejskiego.
Księstwo głogowskie po osiągnięciu w latach 1306–1312 swojej największej powierzchni (około 39 000 km kw.), systematycznie kurczyło się.
W czasach nowożytnych powierzchnia księstwa głogowskiego wynosiła 4560 km kw. Szacuje się, że w drugiej połowie XVI w. zamieszkiwało je około 137 tys. mieszkańców (30 osób na 1 km kw.). Dwieście lat później było ich około 20% więcej.
Społeczeństwo stanowe księstwa (stany: mieszczaństwo, szlachta, duchowieństwo) posiadało własne organy (reprezentacje), które występowały wobec władzy monarszej oraz uczestniczyły w rozwijających się od drugiej połowy XV w. reprezentacjach ogólnośląskich. Najważniejszym z nich było zgromadzenie stanów, zwane później sejmikami.
Ustrój polityczny księstwa głogowskiego przetrwał do 1742 r. Wraz z podbojem Śląska, król pruski zlikwidował, a w części zmodyfikował system urzędów księstwa. Dotyczyło to również zgromadzeń stanowych. Ich kontynuacją w powołanych wówczas powiatach (Kreise) były jedynie sejmiki (Kreistage).Sam Głogów był w latach 1741 – 1808 stolicą jednego z dwóch departamentów kameralnych na Śląsku (następnie siedzibę władz zachodniej części Śląska przeniesiono do Legnicy). W okresie pruskim granice ziemskiego powiatu głogowskiego zmieniały się, m.in. powiat przejściowo nie obejmował Bytomia Odrzańskiego. Z obszaru powiatu ziemskiego w 1920 r. został wyłączony Głogów, ustanowiony powiatem miejskim. W 1932 r. powiat ziemski został powiększony, m.in. o miasta Bytom Odrzański i Sławę. Jego obszar wynosił odtąd 1243,5 km kw., dzielił się na 11 gmin wiejskich i 3 miasta (Bytom O., Polkowice, Sława). Ludność przekraczała liczbę 60 tysięcy.
Po II wojnie światowej administracja powiatu tworzona była od maja 1945 r. Siedziba Pełnomocnika Rządu na Obwód III mieściła się początkowo w Sławie; od zimy 1946/47 poszczególne wydziały przenoszone były do Głogowa. W lipcu 1945 r. utworzono województwo wrocławskie, liczące 38 powiatów. Powiat głogowski, w dawnych granicach, podzielony został na 9 gmin wiejskich : Białołęka, Bytom O., Dębina (Jakubów; siedziba gminy w 1946 r. przeniesiona została do Radwanic), Gaworzyce, Grębocice, Kotla, Nosocice, Polkowice (utraciły prawa miejskie; odzyskały je w 1967 r.), Sława.
Na podstawie ustawy z 20 marca 1950 r. utworzono 17 województw. Powiat głogowski wcielono do nowo powstałego województwa zielonogórskiego.
W dniu 31 grudnia 1954 r. nastąpiła zmiana granic powiatu, redukująca jego powierzchnię o ponad 1/3. Powiat liczył odtąd 776, 4 tys. km kw. Poza jego granicami znalazły się historycznie z nim związane miasta: Sława, Bytom i Polkowice. Równocześnie w miejsce gmin utworzono Gromadzkie Rady Narodowe. Od 1 stycznia 1955 r. powiat tworzyły 23 GRN i 1 MRN. Liczba gromad systematycznie się zmniejszała. W 1972 r. ponownie utworzono gminy (gmina miejska Głogów i gminy wiejskie: Gaworzyce, Głogów, Grębocice, Jerzmanowa, Kotla, Pęcław, Radwanice, Żukowice). W kształcie jaki uzyskał powiat w 1954 r., nie licząc niewielkich uszczupleń, powiat funkcjonował do r. 1975, w którym zlikwidowano w strukturze administracyjnej państwa szczebel powiatowy.
W 1990 r. weszły w życie ustawy o samorządzie terytorialnym i o terenowych organach rządowej administracji ogólnej. Urząd Rejonowy w Głogowie objął swym działaniem 8 gmin wiejskich (dawny powiat głogowski), miasto i gminę Przemków i miasto Głogów.
Mocą wprowadzonej w życie w dniu 1 stycznia 1999 r. reformy administracji państwowej przywrócony został szczebel administracyjny powiatów, jako jednostek samorządowych. Znajdujący się w ramach województwa dolnośląskiego powiat głogowski zajmuje obecnie powierzchnię 443,37 km kw. Liczba mieszkańców przekracza 90 tys., z czego na Głogów przypada 68 tysięcy. Dziś niewielki powiat stanowi obszar silniej niż dawniej skupiony wokół miasta i bardziej z nim powiązany.
Źródło: oficjalna strona Powiatu Głogowskiego

## Gospodarka
Głównymi czynnikami określającymi charakter gospodarki Powiatu Głogowskiego są: położenie geograficzne, funkcjonowanie dużego ośrodka przemysłowego (Głogów) oraz dominacja przemysłu miedziowego. W powiecie działa około 7 tys. podmiotów gospodarczych, z których 97% stanowi własność prywatna. W Głogowie, gdzie istnieje ponad 6 tys. firm, występuje największe zróżnicowanie sektorowe. W gminach wiejskich dominuje produkcja rolna i usługi związane z rolnictwem. Zatrudnienie obejmuje 22,5 tys. osób, z czego w przemyśle i budownictwie zatrudnionych jest 43%, w usługach 53% zawodowo czynnych osób.
W końcu listopada 2019 liczba zarejestrowanych bezrobotnych w powiecie obejmowała ok. 2,1 tys. mieszkańców, co stanowi stopę bezrobocia na poziomie 7,3% do aktywnych zawodowo.
Władze samorządowe powiatu i gmin deklarują zdecydowane otwarcie na inwestorów zewnętrznych. Prowadzą działania promocyjne i szeroko pojętą politykę informacyjną. Powiat głogowski znajduje się m.in. w bazie informacyjnej Państwowej Agencji Inwestycji Zagranicznych. Gmina miejska Głogów realizuje od 1999 r. program zwiększenia aktywności gospodarczej poprzez korzyści dla inwestorów. Ulgi w postaci zwolnień z podatku od nieruchomości, sięgają 100%. Corocznie w Głogowie mają miejsce imprezy wystawiennicze z Głogowskimi Targami Wielobranżowymi na czele.
Przemysł miedziowy:
Przemysł miedziowy posiada nadal największe znaczenie dla gospodarki i struktury zatrudnienia w powiecie. W subregionie dominują kopalnie, a na terenie Głogowa znajduje się Huta Miedzi Głogów, będąca jednym z największych na świecie zakładów produkujących miedź (srebro – największym w Europie). Ziemia, oprócz rud miedzi, kryje inne cenne kopaliny, co tworzy pomyślne prognozy dla dalszego rozwoju przemysłu wydobywczego i związanego z nim przetwórstwa.
Zasoby kopalin naturalnych obejmują wszystkie trzy grupy surowców: energetyczne, metaliczne i skalne. Największe znaczenie gospodarcze mają surowce metaliczne. Tworzą je rudy miedzi, którym towarzyszą liczne pierwiastki: srebro, złoto, kobalt, nikiel, wanad, molibden, siarka, selen, cynk i ołów. Zasoby soli kamiennej szacowane są na 7 mld. ton. Ze złożami miedzi występują również anhydryt i węgiel brunatny. Grupa surowców energetycznych obejmuje gaz ziemny i hel. Kopaliny skalne to: surowce ilaste ceramiki budowlanej i kruszywo naturalne. Obecnie eksploatuje się oprócz surowców metalicznych gaz ziemny i hel (2 złoża) oraz kruszywo naturalne (12 złóż).
Rolnictwo i leśnictwo:
Urodzajne gleby w pradolinie Odry i na Wzgórzach Dalkowskich od dawna stanowiły cenne bogactwo Ziemi Głogowskiej. Areał uprawnych ziem w Powiecie Głogowskim zajmuje ponad 61,6% powierzchni, co przewyższa średnią krajową i wojewódzką (wśród nich 81% zajmują grunty orne, na których przeważa uprawa zbóż, zwłaszcza pszenicy). Zapewnia to stabilną przyszłość dla upraw rolnych i warzywnych. Przetwórstwo rolno-spożywcze i usługi dla rolnictwa, dotąd nie są rozwinięte w sposób optymalny i należą do preferowanych ścieżek rozwoju gospodarczego w gminach. Lasy, w których gospodaruje Nadleśnictwo Głogów, zajmują 19,7% powierzchni powiatu. Najwięcej jest ich na północy (37% pow. gminy Kotla). Dominujące drzewostany iglaste (około 80%, z przewagą sosny), przebudowywane są na lasy mieszane.
Powiat Głogowski jako jeden z trzech powiatów w Polsce otrzymał w 2005 roku tytuł „Powiatu Przyjaznego Środowisku” i Certyfikat Narodowego Konkursu Ekologicznego.
Źródło: oficjalna strona Powiatu Głogowskiego

## Turystyka
Stolica powiatu, położony nad Odrą prastary, piastowski Głogów, chlubi się odbudowaną dzielnicą staromiejską i monumentalnymi zabytkami. Liczące 70 tys. mieszkańców miasto ma do zaoferowania godne uwagi imprezy kulturalne i sportowe.
Okolice Głogowa cechuje rozmaitość form krajobrazowych. Centralnym nerwem jest równoleżnikowa Pradolina Głogowska. W odległej przeszłości płynące wody wyrzeźbiły w dnie pradoliny terasy, na których położony jest Głogów i inne miejscowości. Swobodnie płynąca Odra i jej brzegi zachowały w przewadze naturalny krajobraz, ze starorzeczami, wyspami i piaszczystymi łachami. Wraz z właściwym mu ekosystemem pasmo Odry na wschód od Głogowa stanowi obszar krajobrazu chronionego (projektowany Odrzański Park Krajobrazowy). Krajobraz na południe od Głogowa ożywiony jest przez ciągnące się łukiem morenowe Wzgórza Dalkowskie (do 230 m n.p.m.). Najciekawsze fragmenty wzgórz objęte są ochroną rezerwatową, na Grzbiecie Dalkowskim utworzono obszar krajobrazu chronionego. Północna część powiatu stanowi fragment Wysoczyzny Leszczyńskiej. Dominują tam lasy, z przewagą suchych borów sosnowych.
Ciekawy jest krajobraz kulturowy ziemi głogowskiej. Teren dzisiejszego powiatu był od pradziejów jednym z głównych skupisk osadniczych na Śląsku. Zawdzięczał to występowaniu żyznych gleb i sąsiedztwu Odry. We wczesnym średniowieczu okolice te zamieszkiwali słowiańscy Dziadoszanie. Ich obecność znaczą do dziś zachowane grodziska plemienne. Ziemia głogowska posiadała strategiczne znaczenie w państwie pierwszych Piastów, a od połowy XIII w. był to kluczowy obszar, ze stołecznym Głogowem, utworzonego wówczas księstwa głogowskiego. Tamte czasy upamiętniają Wieża Głodowa w głogowskim zamku i zabytki sakralne. Również we wsiach spotyka się kościoły, których mury, ozdobione nagrobkami miejscowej szlachty, pamiętają jeszcze czasy średniowiecza. Prawie równie liczne są pałace i parki podworskie z pomnikowymi okazami drzew.
Dzięki walorom krajobrazowym, przyrodniczym i kulturowym okolice Głogowa są atrakcyjne dla turystyki pieszej i rowerowej. Wzgórza Dalkowskie i dolina Odry na wschód od Głogowa stają się terenami rozwoju turystyki weekendowej i agroturystyki.
Źródło: oficjalna strona Powiatu Głogowskiego

## Wydarzenia kulturalne i sportowe (wybrane)
Głogów
- Dni Głogowa
- Międzynarodowe Głogowskie Spotkania Jazzowe
- Zamkowe Spotkania Chóralne/Silesia Cantat – Dolnośląski Festiwal Chórów
- Głogów Miastem Świętego Mikołaja – Jarmark Św. Mikołaja
- Głogowski Festiwal szopek Bożonarodzeniowych
- Dziecięce Spotkania Twórcze MAŁY ART
- Wystawa Psów Rasowych
- Juwenalia – Święto studentów PWSZ
- Głogowskie Konfrontacje Literackie
- Wystawa Plastyki Zagłębia Miedziowego
- Mayday Rock Festival
- Przegląd Zespołów Folklorystycznych
- Mistrzostwa Europy w Motocrossie
- turnieje i mistrzostwa organizowane przez Stowarzyszenie Brydża Sportowego Ziemi Głogowskiej
- Rajd Rowerowy Szlakiem Grodów Piastowskich
- Międzynarodowy Turniej Tenisowy

Kotla
- „Stachuriada”
- Gminne święto kultury i sportu
- Gminny Turniej Wsi
- Międzynarodowe spotkania twórcze – Chociemyśl
- Festyn majowy

Jerzmanowa
- Przegląd zespołów i kapel ludowych
- Dzień ziemniaka – Kurowice
- Bieg Gęsi – Jerzmanowa

## Starostowie głogowscy
Na podstawie źródła:
- Andrzej Koliński (4 listopada 1998 – 5 października 2000)
- Krzysztof Rusiecki (5 października 2000 – 18 listopada 2002)
- Elżbieta Urbanowicz-Przysiężna (18 listopada 2002 – 27 listopada 2006)
- Anna Brok (27 listopada 2006 – 30 listopada 2010)
- Rafael Rokaszewicz (30 listopada 2010 – 8 grudnia 2014)
- Jarosław Dudkowiak (8 grudnia 2014 – 6 maja 2024)
- Michał Wnuk (od 6 maja 2024)[20]